# Vivien Lyra Blair
Vivien Lyra Blair (4 giugno 2012) è un'attrice statunitense.

## Biografia
Nel 2018 interpreta il ruolo di "bambina" nel film thriller post-apocalittico Bird Box, accanto a Sandra Bullock, per la regia di Susanne Bier. Nel 2020 è nel cast di We Can Be Heroes, diretto da Robert Rodriguez, in cui è nei panni di Guppy, figlia di Sharkboy e Lavagirl, e supereroina con il potere di manipolare l'acqua.
Nel 2022 interpreta la giovanissima Leila Organa nella miniserie televisiva prodotta da Lucasfilm Obi-Wan Kenobi, insieme a Ewan McGregor ed Hayden Christensen.

## Filmografia

### Cinema
- Band Aid, regia di Zoe Lister-Jones (2017)
- Bird Box, regia di Susanne Bier (2018)
- We Can Be Heroes, regia di Robert Rodriguez (2020)
- Goodnight Darling, regia di Adam Azimov (2021) - cortometraggio
- The Boogeyman, regia di Rob Savage (2023)

### Televisione
- Waco – miniserie TV, 6 puntate (2018)
- The Play Date, regia di Lara Everly – film TV (2019)
- Station 19 – serie TV, episodio 2x13 (2019)
- Indebted – serie TV, episodi 1x05-1x07-1x09 (2020)
- Mr. Corman – serie TV, episodi 1x03-1x07 (2021)
- The First Lady – serie TV, episodio 1x01 (2022)
- Obi-Wan Kenobi – miniserie TV, 6 puntate (2022)